# Szentgotthárd
Szentgotthárd [ˈsɛntɡotːhaːrd] (slowenisch Monošter, deutsch St. Gotthard) ist eine ungarische Stadt im gleichnamigen Kreis im Komitat Vas.

## Geografische Lage
Szentgotthárd liegt 40 Kilometer südwestlich des Komitatssitzes Szombathely an dem Fluss Rába und grenzt im Norden und Nordwesten an Österreich (Burgenland). Die österreichische Stadt Fürstenfeld befindet sich 18 Kilometer nordwestlich und Graz 64 Kilometer nordwestlich.

## Geschichte
Ursprung der Stadt ist das von König Béla III. 1183 gegründete Kloster Szentgotthárd, das von französischen Zisterziensermönchen besiedelt wurde und nach dem heiligen Godehard von Hildesheim benannt wurde.
1664 errang Graf Montecúccoli zu Beginn der Herrschaft Leopolds I. einen bedeutenden Sieg gegen die Türken in der Schlacht bei St. Gotthard/Mogersdorf. Die osmanische Hauptstreitmacht unter Ahmed Köprülü, welche auf dem Weg war, Wien zu belagern, wurde beim Überschreiten der Hochwasser führenden Raab gestellt und vernichtend geschlagen.
Nach Eröffnung einer Eisenbahnlinie, die ab 1873 eine Verbindung zur österreichischen Stadt Graz herstellte, siedelten sich in Szentgotthárd mehrere Betriebe an, was zu einem wirtschaftlichen Aufschwung und damit auch einer Verbesserung der Infrastruktur beitrug. Diese positive Entwicklung hielt bis zum Ersten Weltkrieg an. Bis etwa 1880 war St. Gotthard einer der südöstlichsten Orte des geschlossenen deutschen Sprachraumes. Im Jahr 1913 gab es in der damaligen Großgemeinde 263 Häuser und 2624 Einwohner auf einer Fläche von 927 Katastraljochen. Sie gehörte zu dieser Zeit zum Bezirk Szentgotthárd im Komitat Vas. Aufgrund der Magyarisierung wurde der Ort aber zunehmend ungarisch, weswegen er nach dem Ersten Weltkrieg auch bei Ungarn blieb. Wegen der neuen Grenzlage und nach der Errichtung des „Eisernen Vorhangs“ 1945 versank Szentgotthárd in Bedeutungslosigkeit. Zum 800-jährigen Gründungsjubiläum wurde Szentgotthárd zur Stadt erhoben. Nach der Öffnung der Grenzen 1989, vor allem aber nach dem Beitritt Ungarns zur Europäischen Union erlebt die Stadt wieder einen Aufschwung, der sich auch in grenzüberschreitenden Projekten äußert.
Das Unternehmen Opel Szentgotthárd aus dieser Stadt stellt Motoren für Opel her.
Die Stadt ist mit der M80-Schnellstraße seit 3. Juni 2021 erreichbar.

## Bevölkerung
Die Einwohnerzahl Szentgotthárds lag 2021 bei 8834. Hiervon waren 85,7 % Magyaren, 7,4 % Slowenen und 4,3 % Ungarndeutsche. Die Stadt ist ein Zentrum der slowenischen Minderheit in Ungarn. Im nahegelegenen Felsőszölnök (Oberzemming) beträgt deren Anteil zirka 70 % der Bevölkerung.

## Kultur und Sehenswürdigkeiten

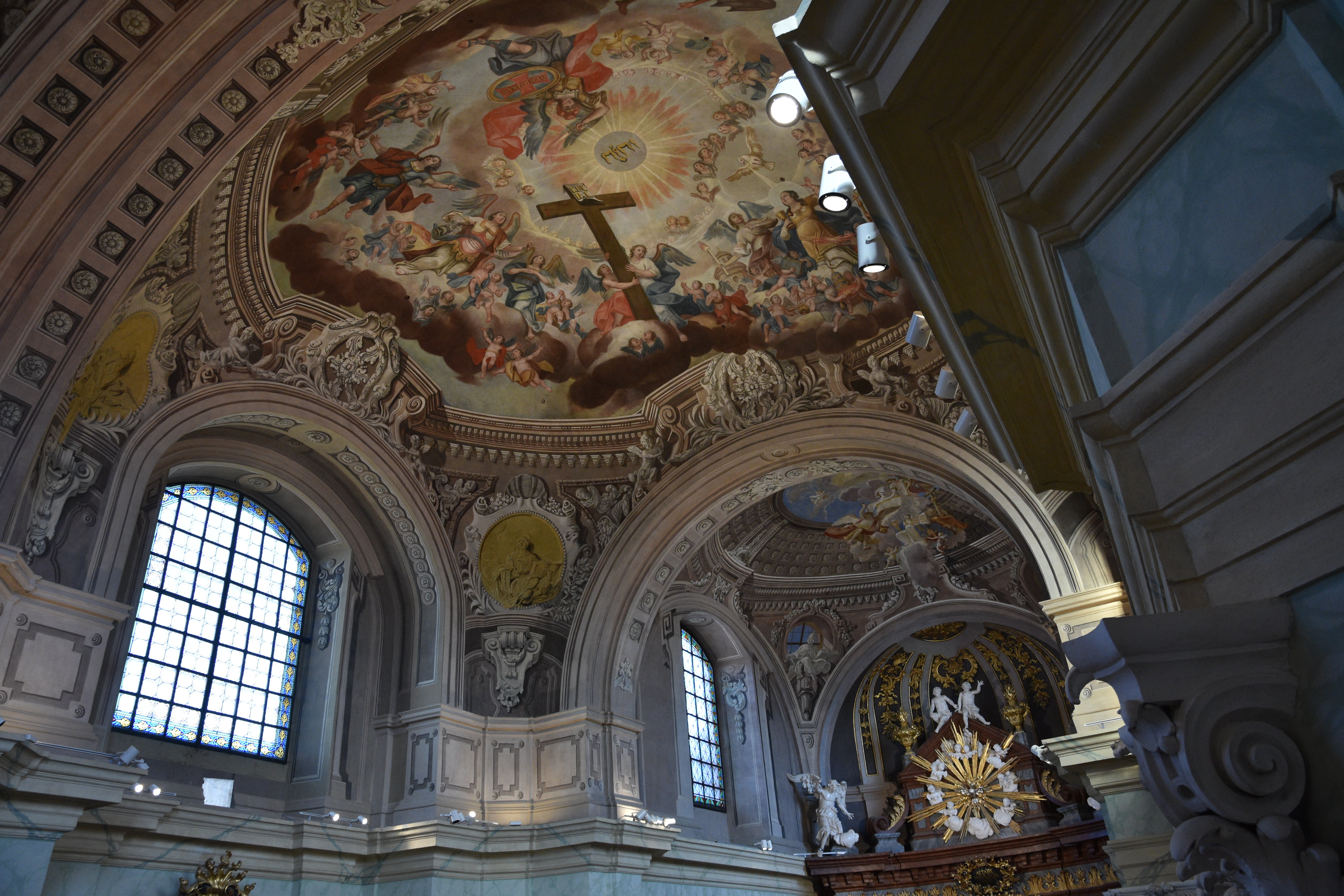
Zisterzienserkirche Innenansicht
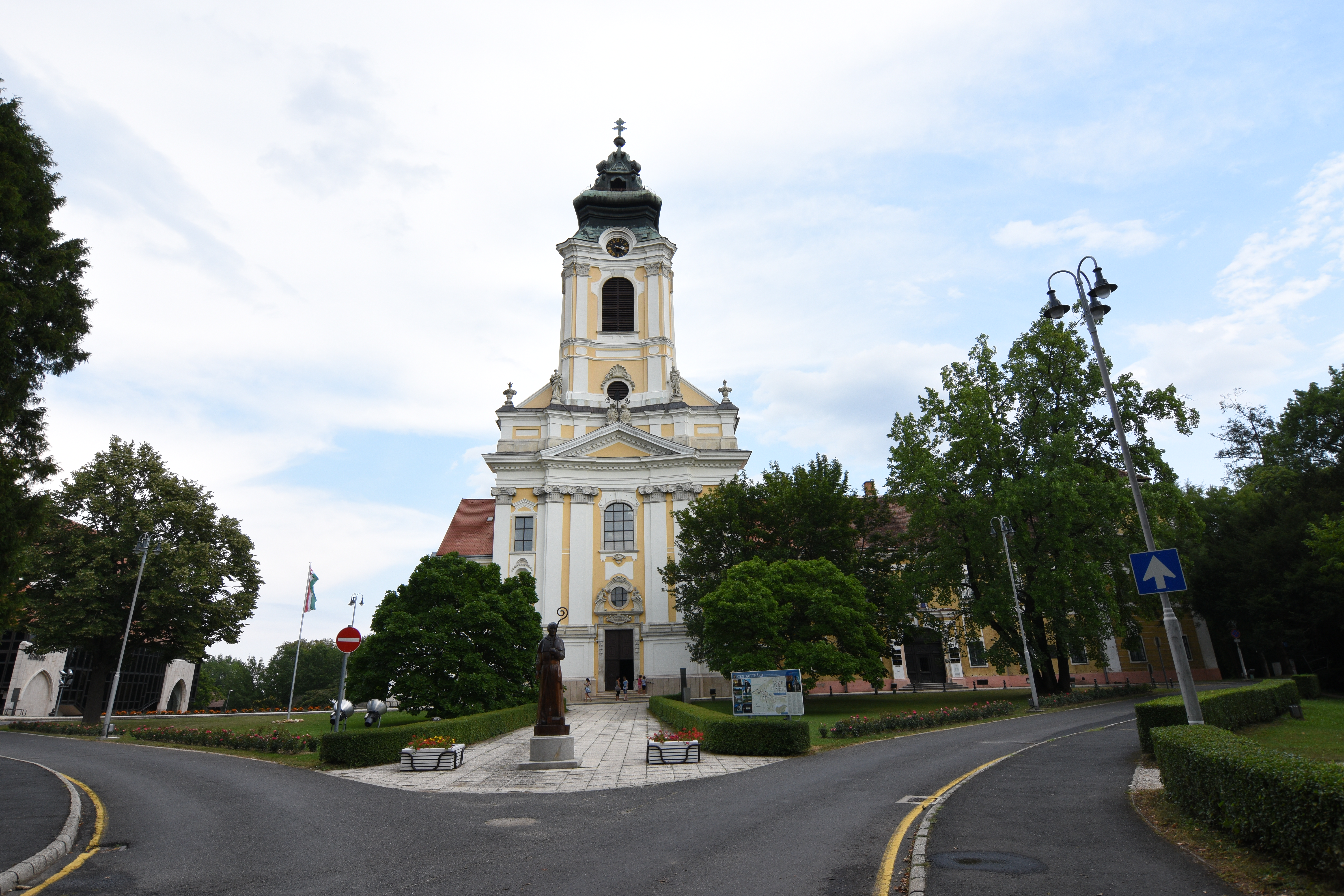
Römisch-katholische Kirche Nagyboldogasszony
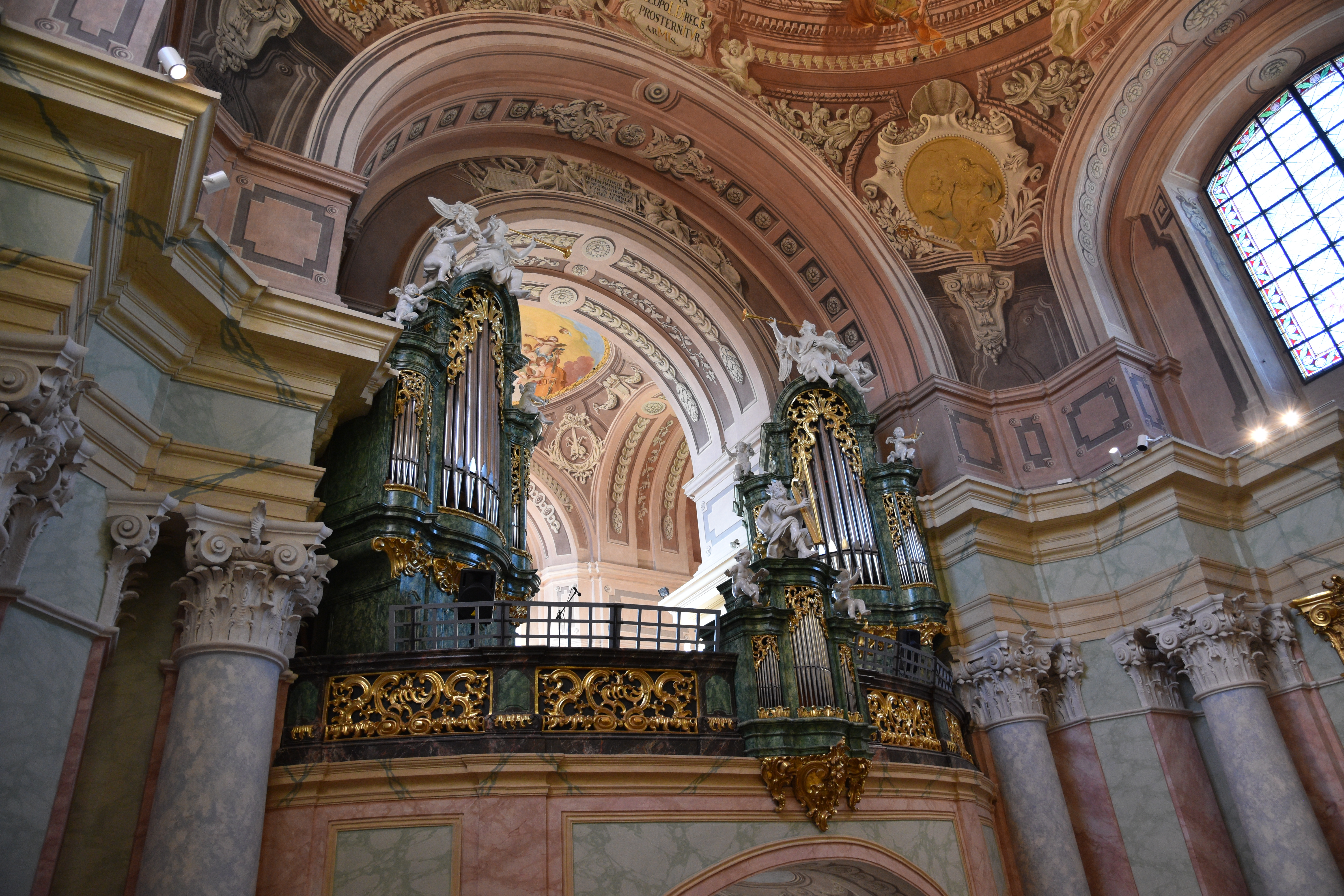
Orgel der Zisterzienserkirche
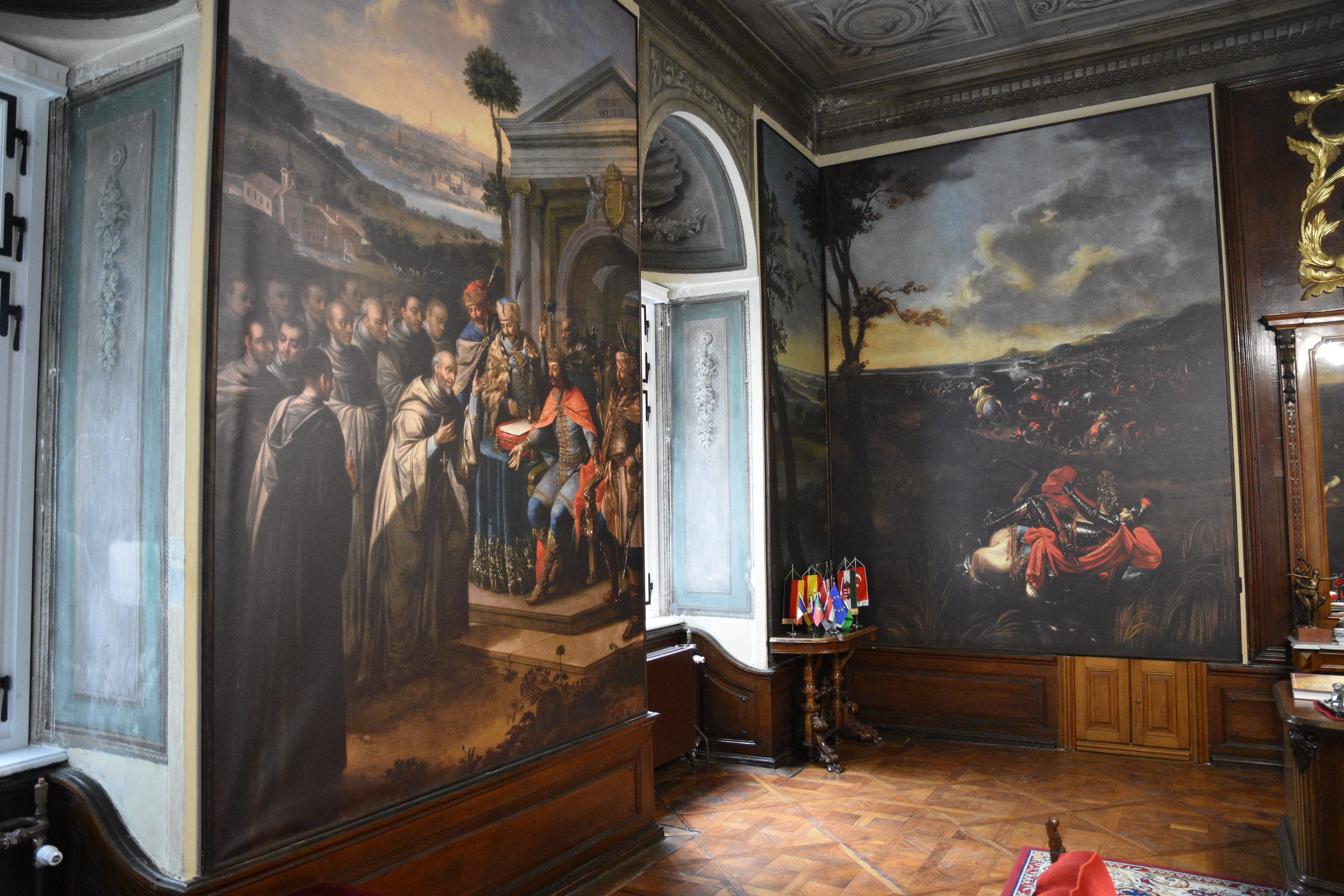
Zisterzienserkloster Innenansicht
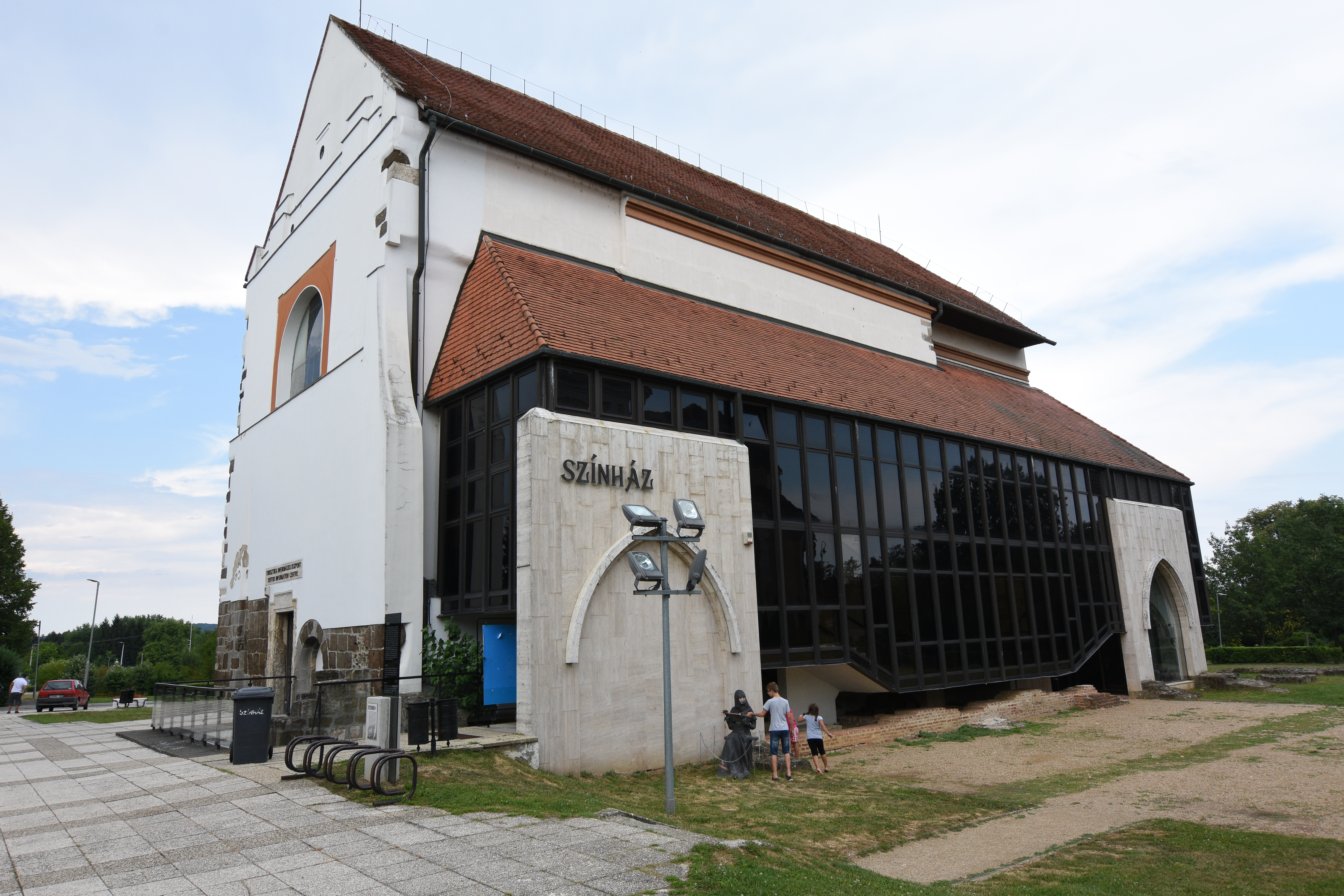
Theater
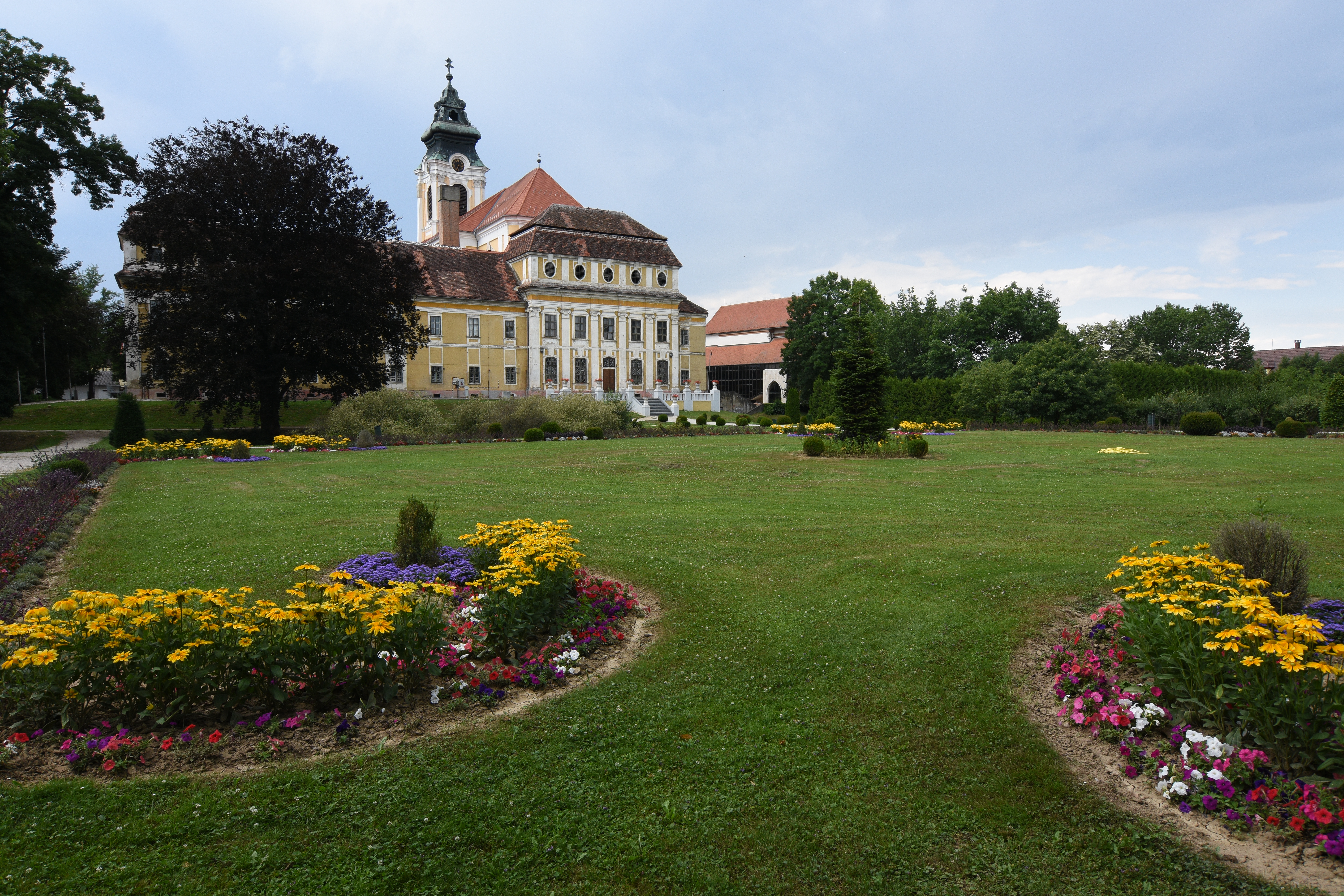
Park beim Kloster
Teilansicht von Szentgotthárd von Süden
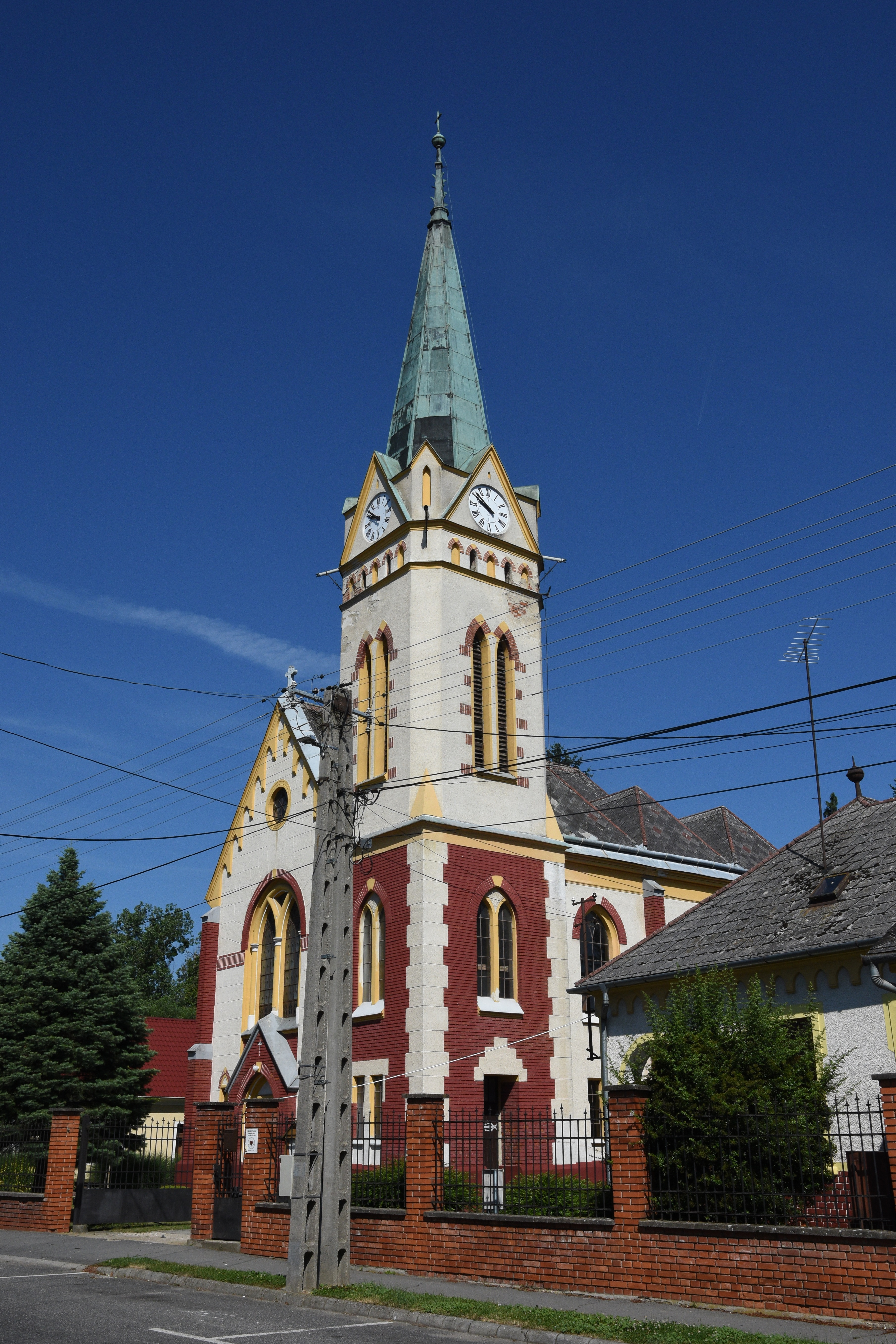
Evangelische Kirche Szentgotthárd

## Städtepartnerschaften
Szentgotthárd unterhält Städtepartnerschaften mit folgenden Städten:
- Delle in Frankreich
- Dilovası in der Türkei
- Frumoasa (Szépvíz) in Rumänien
- Izola in Slowenien
- Lendava (Lendva) in Slowenien
- Tarvis in Italien
- Walldürn in Deutschland

## Söhne und Töchter der Stadt
- Tibor Gécsek (* 1964), Hammerwerfer